# Premis Literaris Ciutat d'Algemesí
Els Premis Literaris Ciutat d'Algemesí son guardons de literatura infantil per a obres inèdites en valencià. Van néixer el 2018 impulsats per Andana Editorial, l'Ajuntament d'Algemesí i la Fundació Caixa-Cooperativa. Tenen dues modalitats, el Premi de narrativa Enric Lluch dedicat a l'escriptor d'Algemesí Enric Lluch i el Premi Fundació Caixa-Cooperativa d’Algemesí de poesia infantil. Els premis tenen una dotació de 3.000 euros i l'editorial Andana publica les obres guanyadores

## Guanyadors

### Premi de narrativa Enric Lluch
- 2018 Purificació Mascarell per Centre Comercial l'Oblit[2]
- 2019 Jaume Monzó per La colla U[3]
- 2020 Paula Ferrer i Molina per Joana Cordons i la Colla Perduda[4]
- 2021 Elisabet Roig per Una aventura molt peluda[5]
- 2022 David Navalon per Ara sí que l’he feta bona![6]

### Premi Fundació Caixa-Cooperativa d’Algemesí de poesia infantil
- 2018 Teresa Broseta per Poesia de nit i de dia[2]
- 2019 Maria Dolors Pellicer per Comptem cabretes i pintem ocells[3]
- 2020 Fina Girbés per El món al revés[4]
- 2021 Aina Garcia-Carbó per Malifetes satisfetes[5]
- 2022 M. Carme Sáez per Versos retrobats[6]